# Projekt Warszawa

Verva Warszawa Orlen Paliwa - logo klubu w latach 2019-2021

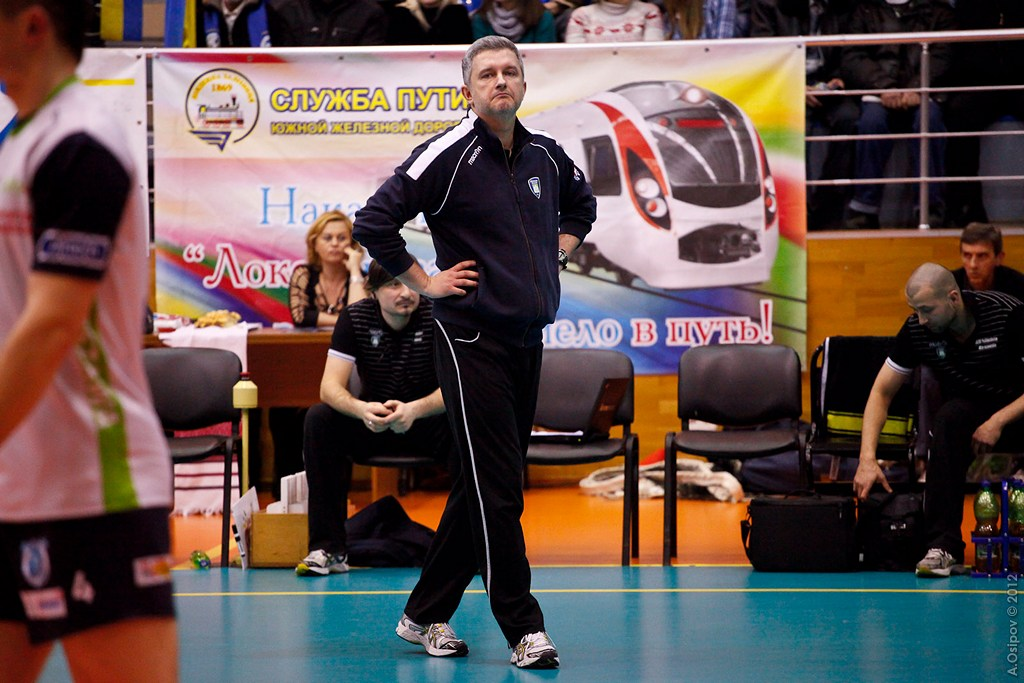
Radosław Panas trenerem AZS-u Politechniki Warszawskiej w latach 2009-2012

PGE Projekt Warszawa – polski klub siatkarski z siedzibą w Warszawie, kontynuujący tradycje sekcji siatkarskiej utworzonej w 1954 r. w wielosekcyjnym Klubie Uczelnianym Akademickiego Związku Sportowego Politechniki Warszawskiej. W 2005 r. wydzielono z niego sekcję siatkówki mężczyzn, która stała się samodzielnym klubem sportowym, a od 24 października 2005 działa jako spółka handlowa. Domowe spotkania drużyna rozgrywa w warszawskiej Hali Torwar lub Arenie Ursynów. W sezonie 2024/25 klub występuje pod nazwą PGE Projekt Warszawa.
23 maja 2025 roku odbył się pożegnalny mecz Andrzeja Wrony, w którym uczestniczyło 60 siatkarzy. Większość zawodników stanowili polscy siatkarze, byli też gracze m.in. z Argentyny - Facundo Conte czy ze Stanów Zjednoczonych Brook Billings. W wydarzeniu została zaproszona była już reprezentantka Polski - Joanna Wołosz. Pod koniec imprezy punktem kulminacyjnym była wielkorozmiarowa koszulka Andrzeja Wrony zawieszona pod dachem Hali Torwar. Potem prezes Piotr Gacek poinformował o wyjątkowym geście. Numer 8 na koszulce został zastrzeżony klub PGE Projekt Warszawa, gdzie przez najbliższe lata żaden zawodnik klubu nie będzie mógł nosić koszulki z numerem 8.

## Historia
Chronologia nazw
- 1954: Klub Uczelniany (KU) AZS Politechnika Warszawska
- 2005: Wózki BT AZS Politechnika Warszawska
- 2006: J.W. Construction AZS Politechnika Warszawska
- 2007: J.W. Construction Osram AZS Politechnika Warszawska
- 2009: Neckermann AZS Politechnika Warszawska
- 2010: AZS Politechnika Warszawska
- 2014: 4You Airlines AZS Politechnika Warszawska
- 2014: AZS Politechnika Warszawska
- 2016: Onico AZS Politechnika Warszawska
- 2017: Onico Warszawa
- 2019: Projekt Warszawa
- 2019: Verva Warszawa Orlen Paliwa
- 2021: Projekt Warszawa[2]
- 2024: PGE Projekt Warszawa[3]

## Mecze w europejskich pucharach

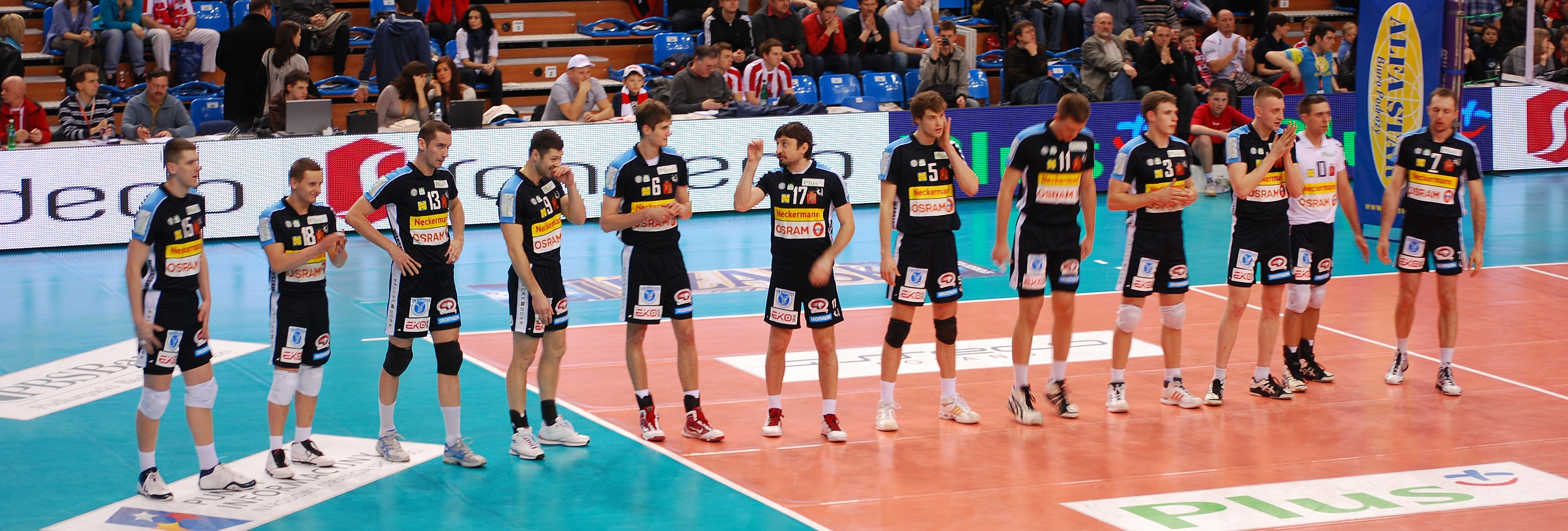
Zawodnicy Neckermannu AZS Politechniki Warszawskiej w sezonie 2009/2010

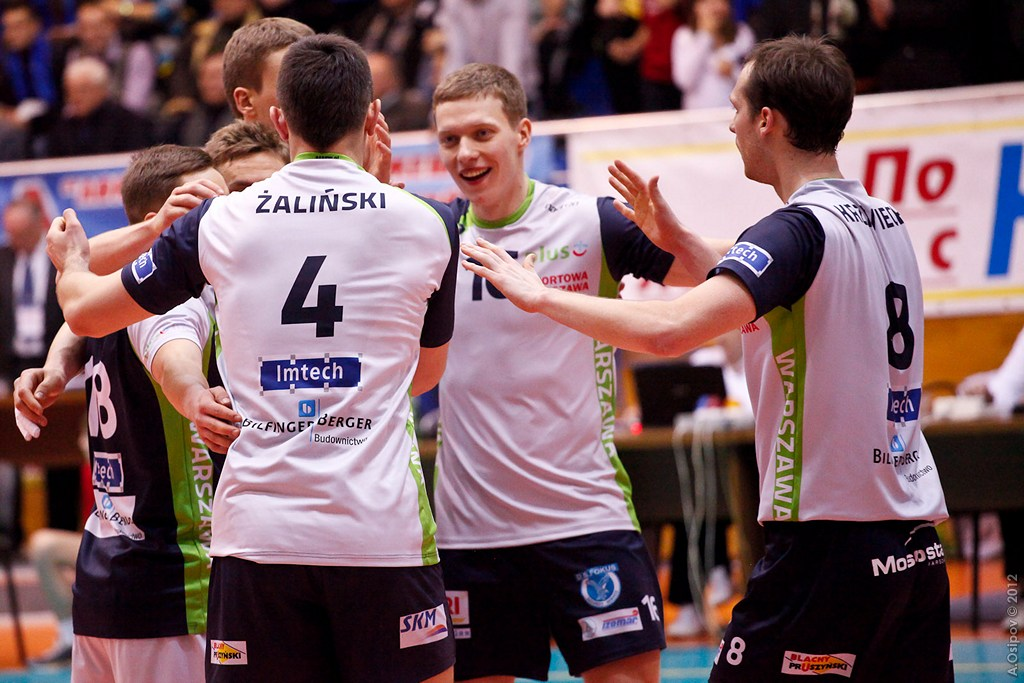
Zawodnicy AZS-u Politechniki Warszawskiej w sezonie 2011/2012

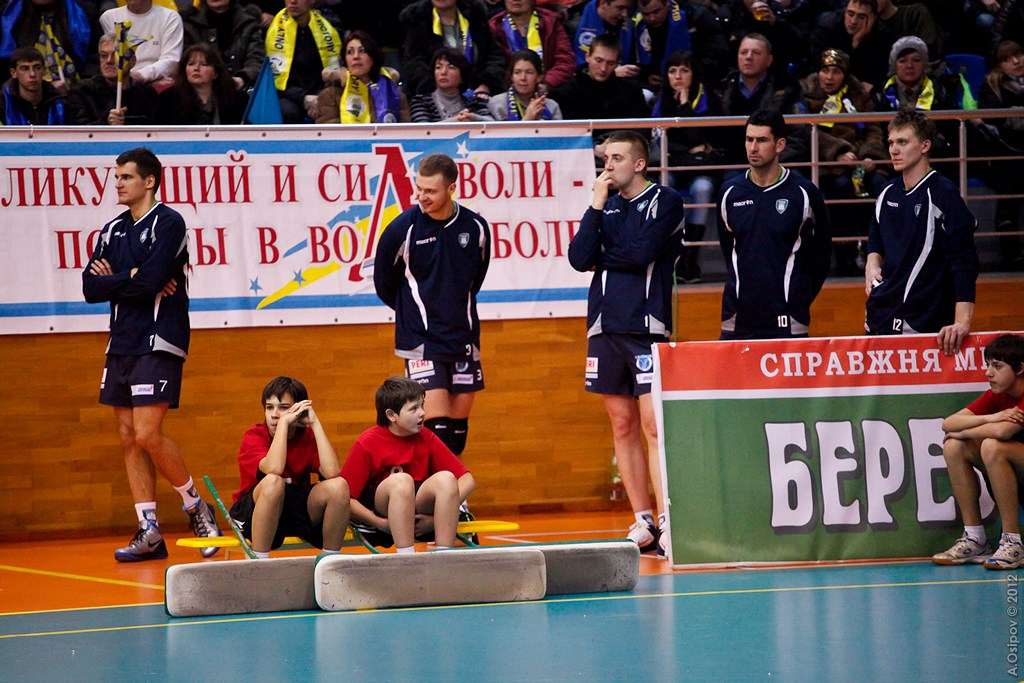
Zawodnicy AZS-u Politechniki Warszawskiej w sezonie 2011/2012

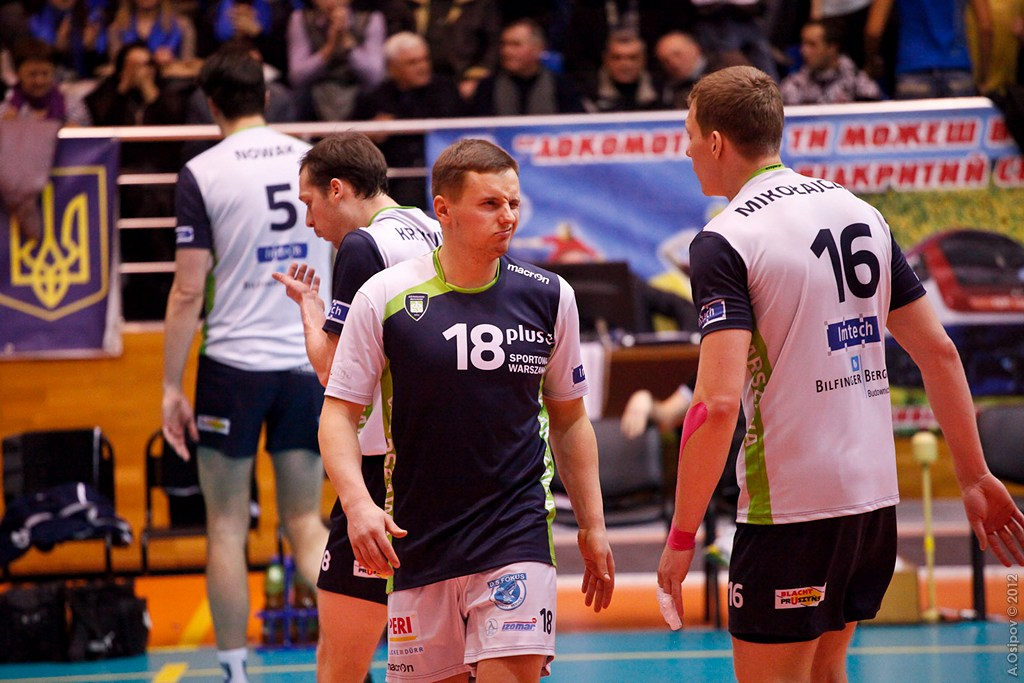
Zawodnicy AZS-u Politechniki Warszawskiej w sezonie 2011/2012

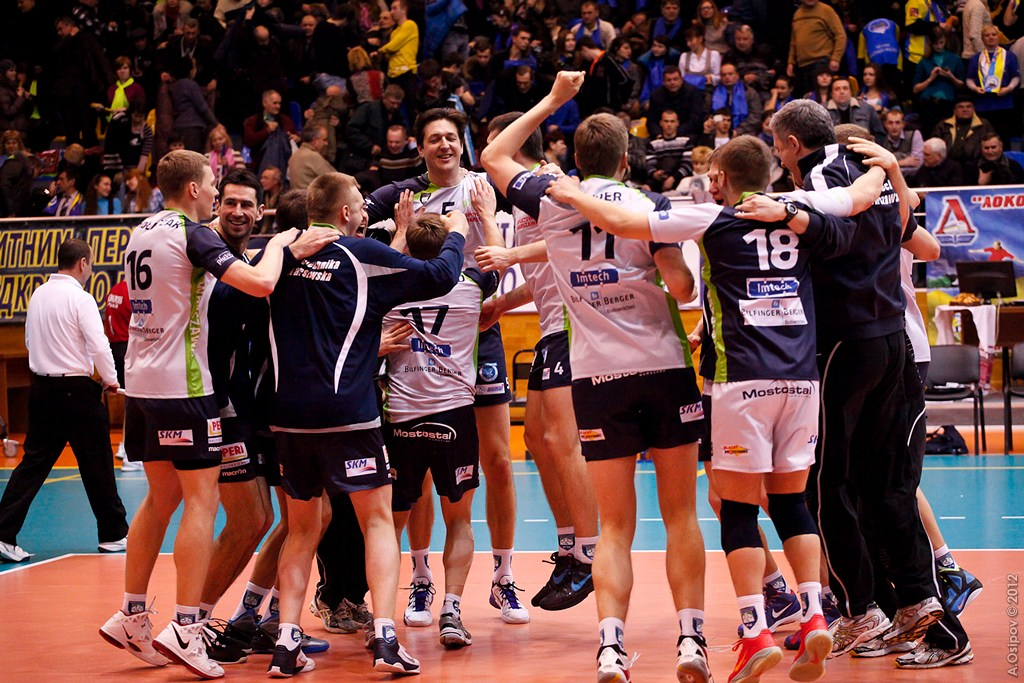
Zawodnicy AZS-u Politechniki Warszawskiej w sezonie 2011/2012

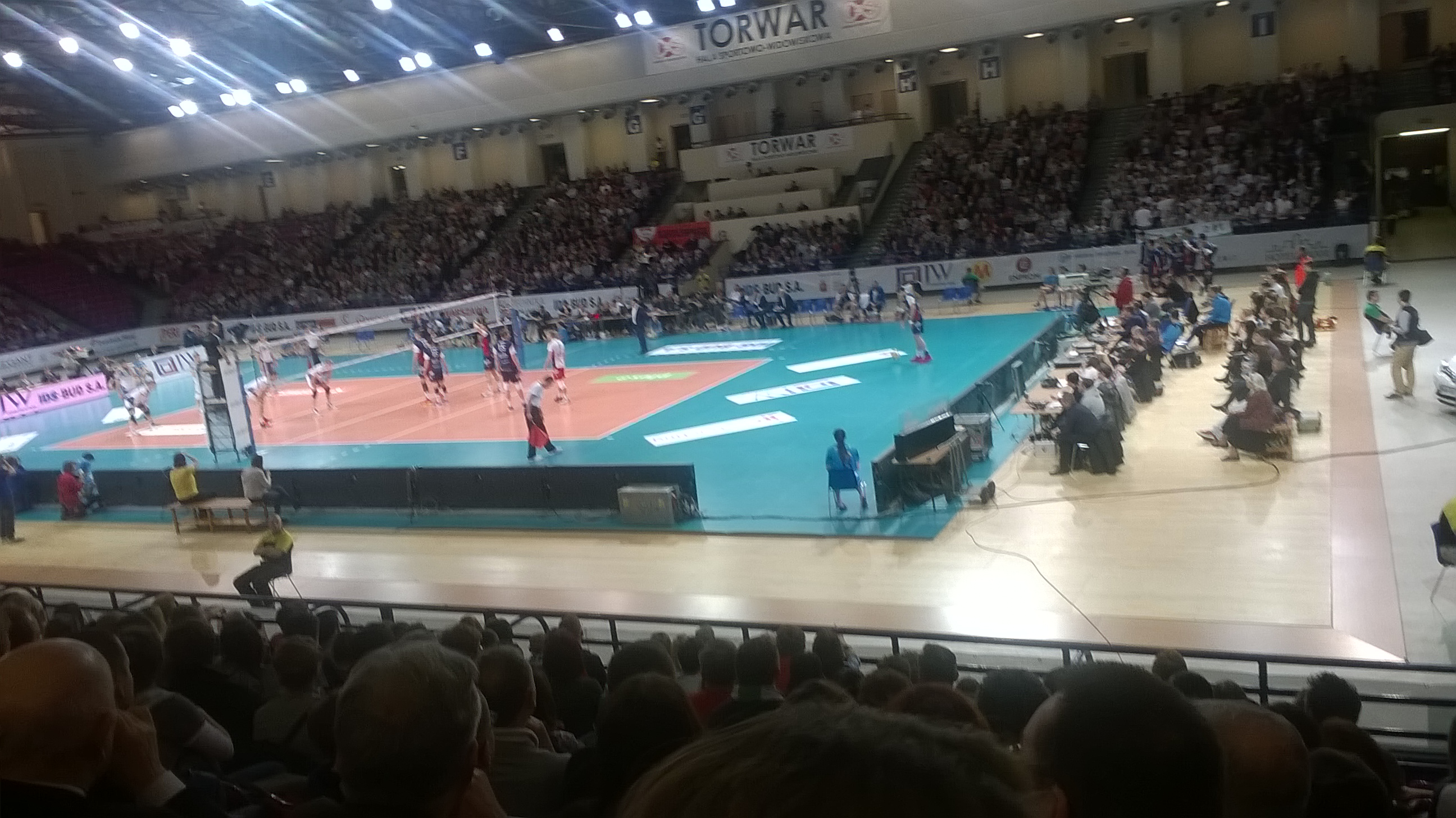
Mecz ligowy 15 kolejki AZS Politechnika Warszawska - ZAKSA Kędzierzyn-Koźle 30.01.2016

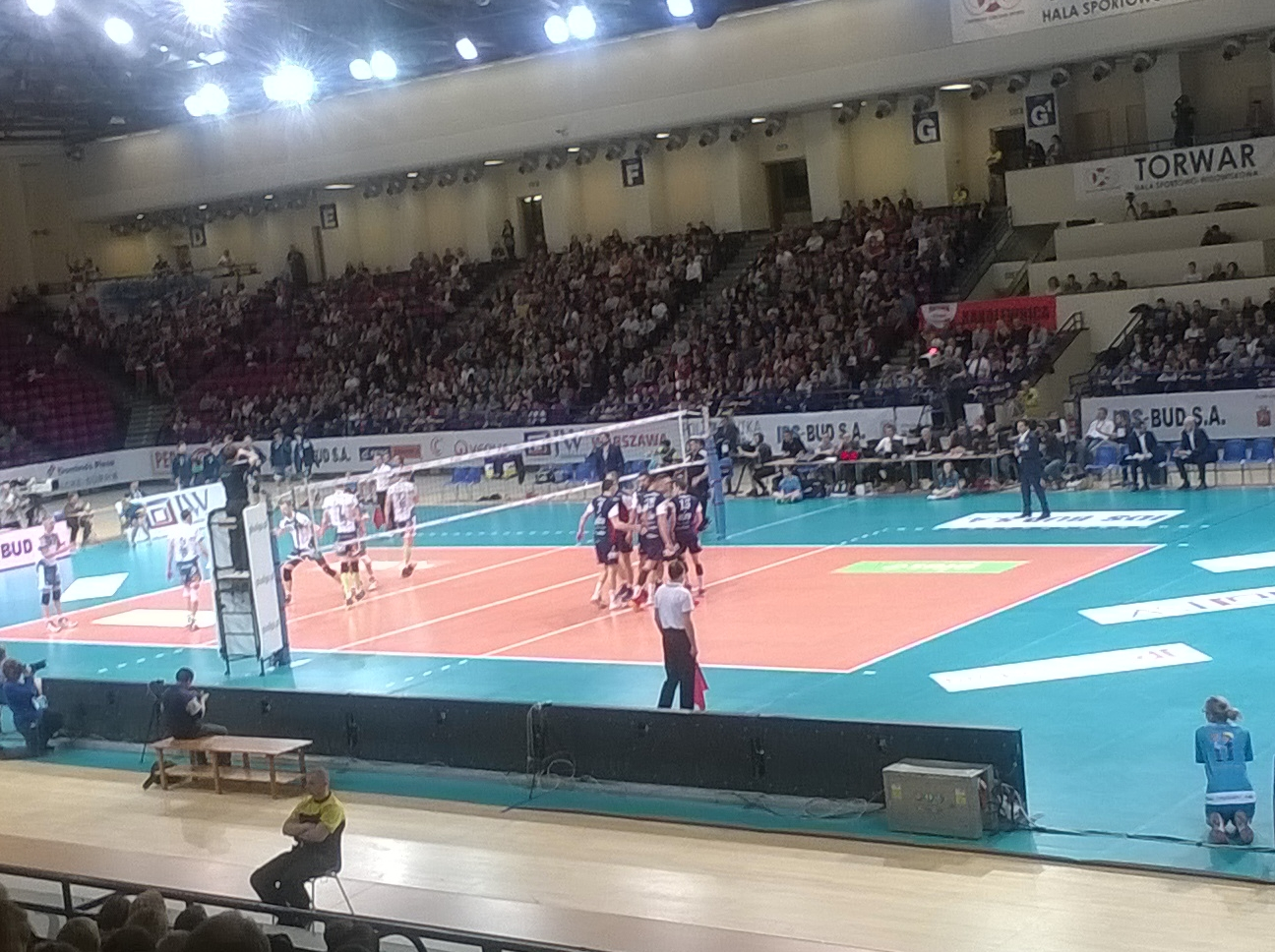
Mecz ligowy 15 kolejki AZS Politechnika Warszawska - ZAKSA Kędzierzyn-Koźle 30.01.2016

## Trenerzy[4]
| Lata      | W trakcie sezonu | Trener              |
| --------- | ---------------- | ------------------- |
| 1979-2003 | do 04.11.2003    | Lech Zagumny        |
| 2003-2006 | od 07.11.2003    | Krzysztof Felczak   |
| 2003-2006 | do 31.12.2006    | Krzysztof Felczak   |
| 2007-2008 | od 01.2007       | Edward Skorek       |
| 2007-2008 | do 01.01.2008    | Edward Skorek       |
| 2008-2008 | od 07.01.2008    | Jerzy Taczała       |
| 2008-2009 | do 20.01.2009    | Krzysztof Kowalczyk |
| 2009-2009 | od 30.01.2009    | Ireneusz Mazur      |
| 2009-2012 |                  | Radosław Panas      |
| 2012-2017 | Jakub Bednaruk   |                     |
| 2017-2019 | Stéphane Antiga  |                     |
| 2019-2022 | Andrea Anastasi  |                     |
| 2022-2022 | do 28.11.2022    | Roberto Santilli    |
| 2022-2025 | od 28.11.2022    | Piotr Graban        |
| 2025-     |                  | Tommi Tiilikainen   |

## Bilans sezon po sezonie
| Sezon                             | Miejsce |
| --------------------------------- | ------- |
| 1988/1989 – III liga              |         |
| 1989/1990 – II liga               |         |
| 1990/1991 – II liga               |         |
| 1991/1992 – II liga               |         |
| 1992/1993 – II liga               |         |
| 1993/1994 – II liga               | 3.      |
| 1994/1995 – II liga               |         |
| 1995/1996 – I liga seria B        |         |
| 1996/1997 – I liga seria B        |         |
| 1997/1998 – I liga seria B        |         |
| 1998/1999 – I liga seria B        |         |
| 1999/2000 – II liga               |         |
| 2000/2001 – II liga               |         |
| 2001/2002 – II liga               |         |
| 2002/2003 – I liga seria B        | 1.      |
| 2003/2004 – Polska Liga Siatkówki | 8.      |
| 2004/2005 – Polska Liga Siatkówki | 6.      |
| 2005/2006 – Polska Liga Siatkówki | 5.      |
| 2006/2007 – Polska Liga Siatkówki | 8.      |
| 2007/2008 – Polska Liga Siatkówki | 9.      |
| 2008/2009 – PlusLiga              | 8.      |
| 2009/2010 – PlusLiga              | 10.     |
| 2010/2011 – PlusLiga              | 5.      |
| 2011/2012 – PlusLiga              | 8.      |
| 2012/2013 – PlusLiga              | 6.      |
| 2013/2014 – PlusLiga              | 6.      |
| 2014/2015 – PlusLiga              | 8.      |
| 2015/2016 – PlusLiga              | 8.      |
| 2016/2017 – PlusLiga              | 9.      |
| 2017/2018 – PlusLiga              | 8.      |
| 2018/2019 – PlusLiga              | 2.      |
| 2019/2020 – PlusLiga              | 2.      |
| 2020/2021 – PlusLiga              | 3.      |
| 2021/2022 – PlusLiga              | 9.      |
| 2022/2023 – PlusLiga              | 5.      |
| 2023/2024 – PlusLiga              | 3.      |
| 2024/2025 – PlusLiga              | 3.      |

Poziom rozgrywek:
     pierwszy, najwyższy ogólnokrajowy
     drugi
     trzeci
     czwarty

## Sukcesy
Mistrzostwa Polski:
- 2. miejsce: 2019
- 3. miejsce: 2021, 2024[19], 2025[20]

 Puchar Challenge:
- 1. miejsce: 2024[21]
- 2. miejsce: 2012

 PreZero Grand Prix PLS:
- 1. miejsce: 2023, 2024
- 2. miejsce: 2021

## Kadra na sezon 2025/2026[22]
Sztab szkoleniowy
- Pierwszy trener:  Tommi Tiilikainen
- Drugi trener:
- Asystent trenera: Bartosz Kaczmarek
- Asystent trenera: Kamil Nalepka
- Fizjoterapeuta: Robert Kozłowski
- Trener przygotowania fizycznego: Wojciech Sibiga
- Statystyk: Patryk Fliszkiewicz
- Kierownik drużyny: Jakub Korpak
- Prezes zarządu: Grzegorz Pawlak
- Wiceprezes zarządu: Piotr Gacek
- Dyrektor sportowy: Piotr Gacek

| Nr                     | Imię i nazwisko   | Data ur.   | Wzrost | Pozycja      |
| ---------------------- | ----------------- | ---------- | ------ | ------------ |
| 4                      | Jakub Kochanowski | 17.07.1997 | 199    | środkowy     |
| 5                      | Jan Firlej        | 26.09.1996 | 188    | rozgrywający |
| 7                      | Kévin Tillie      | 02.11.1990 | 200    | przyjmujący  |
| 10                     | Jurij Semeniuk    | 12.05.1994 | 210    | środkowy     |
| 18                     | Damian Wojtaszek  | 07.09.1988 | 180    | libero       |
| 20                     | Linus Weber       | 01.11.1999 | 200    | atakujący    |
| 85                     | Michał Kozłowski  | 16.02.1985 | 191    | rozgrywający |
| Potwierdzone transfery |                   |            |        |              |
|                        | Brandon Koppers   | 09.09.1995 | 202    | przyjmujący  |
|                        | Bartosz Bednorz   | 25.07.1994 | 201    | przyjmujący  |
|                        | Karol Kłos        | 08.08.1989 | 201    | środkowy     |
|                        | Bartosz Gomułka   | 30.05.2002 | 204    | atakujący    |
|                        | Bartosz Firszt    | 19.03.1999 | 198    | przyjmujący  |
|                        | Maciej Olenderek  | 16.10.1992 | 178    | libero       |
|                        | Jakub Strulak     | 12.05.2001 | 210    | środkowy     |

## Obcokrajowcy w zespole
Dotychczas w drużynie występowało 29 obcokrajowców. Pierwszym był Słowak Peter Turiansky, który w zespole pojawił się w sezonie 2005/2006.
Najliczniejszą grupę zawodników spoza Polski stanowili Ukraińcy. Było ich łącznie pięciu.
| 2005-2006                                                  | Peter Turiansky            | przyjmujący  |
| 2006-2007                                                  | Mark Siebeck               | przyjmujący  |
| 2006-2008                                                  | Pavel Chudík               | rozgrywający |
| 2006-2008                                                  | Anton Kulikowski           | przyjmujący  |
| 2007-2009                                                  | Wiktor Położewicz          | rozgrywający |
| 2008-2009                                                  | Jurij Hładyr               | środkowy     |
| 2008-2009                                                  | Karel Kvasnička            | przyjmujący  |
| 2008-2010                                                  | Serhij Kapełuś             | przyjmujący  |
| 2010-2011                                                  | Ołeksandr Stacenko         | atakujący    |
| 2010-2011                                                  | Maikel Moreno Salas        | rozgrywający |
| 2010-2012                                                  | Ardo Kreek                 | środkowy     |
| 2011-2012                                                  | Patrick Steuerwald         | rozgrywający |
| 2011-2012 (do 26.01.2012)                                  | Vid Jakopin                | przyjmujący  |
| 2012-2013                                                  | Nemanja Stefanović         | rozgrywający |
| 2013-2014                                                  | Juraj Zaťko                | rozgrywający |
| 2013-2014                                                  | Adrian Radu Gontariu       | atakujący    |
| 2013-2014                                                  | Iwan Kolew                 | przyjmujący  |
| 2015-2018                                                  | Guillaume Samica           | przyjmujący  |
| 2017-2018                                                  | Nikoła Ǵorǵiew             | atakujący    |
| 2017-2019                                                  | Sharone Vernon-Evans       | atakujący    |
| 2017-2020                                                  | Antoine Brizard            | rozgrywający |
| 2018 (do 12.12.2018)                                       | Bruno Romanutti            | atakujący    |
| 2018-2019 (do 25.02.2019)                                  | Rafael Rodrigues de Araújo | atakujący    |
| 2018-2019                                                  | Graham Vigrass             | środkowy     |
| 2018-2019 (od 09.12.2018)                                  | Nikołaj Penczew            | przyjmujący  |
| 2019-2020                                                  | Artur Udrys                | atakujący    |
| 2019-2024                                                  | Igor Grobelny              | przyjmujący  |
| 2019-2020 2022-                                            | Kévin Tillie               | przyjmujący  |
| 2020-2022                                                  | Ángel Trinidad de Haro     | rozgrywający |
| 2021-2022                                                  | Dušan Petković             | atakujący    |
| 2021-2022                                                  | Jay Blankenau              | rozgrywający |
| 2022 (do 27.12.2022)                                       | Kamil Baránek              | przyjmujący  |
| 2022-2023                                                  | Niels Klapwijk             | atakujący    |
| 2022-                                                      | Jurij Semeniuk             | środkowy     |
| 2022-                                                      | Linus Weber                | atakujący    |
| 2023-2024                                                  | Srećko Lisinac             | środkowy     |
| 2024-2025                                                  | Tobias Brand               | przyjmujący  |
| 2025-                                                      | Brandon Koppers            | przyjmujący  |
| • Od 2022 roku Igor Grobelny występuje w klubie jako Polak |                            |              |